# 查尔斯·西蒙斯
查尔斯·西蒙斯（英語：Charles Simmons，1885年12月24日—1945年2月15日），英国男子竞技体操运动员。他曾获得1912年夏季奥运会体操比赛男子团体全能铜牌。他于1945年在克里克伍德去世。